# أخدرية (فصيلة)
الفصيلة الأخدرية (الاسم العلمي: Onagraceae) هي فصيلة من النباتات تتبع رتبة الآسيات من ثنائيات الفلقة تضم أجناسا عديدة.

## معرض صور

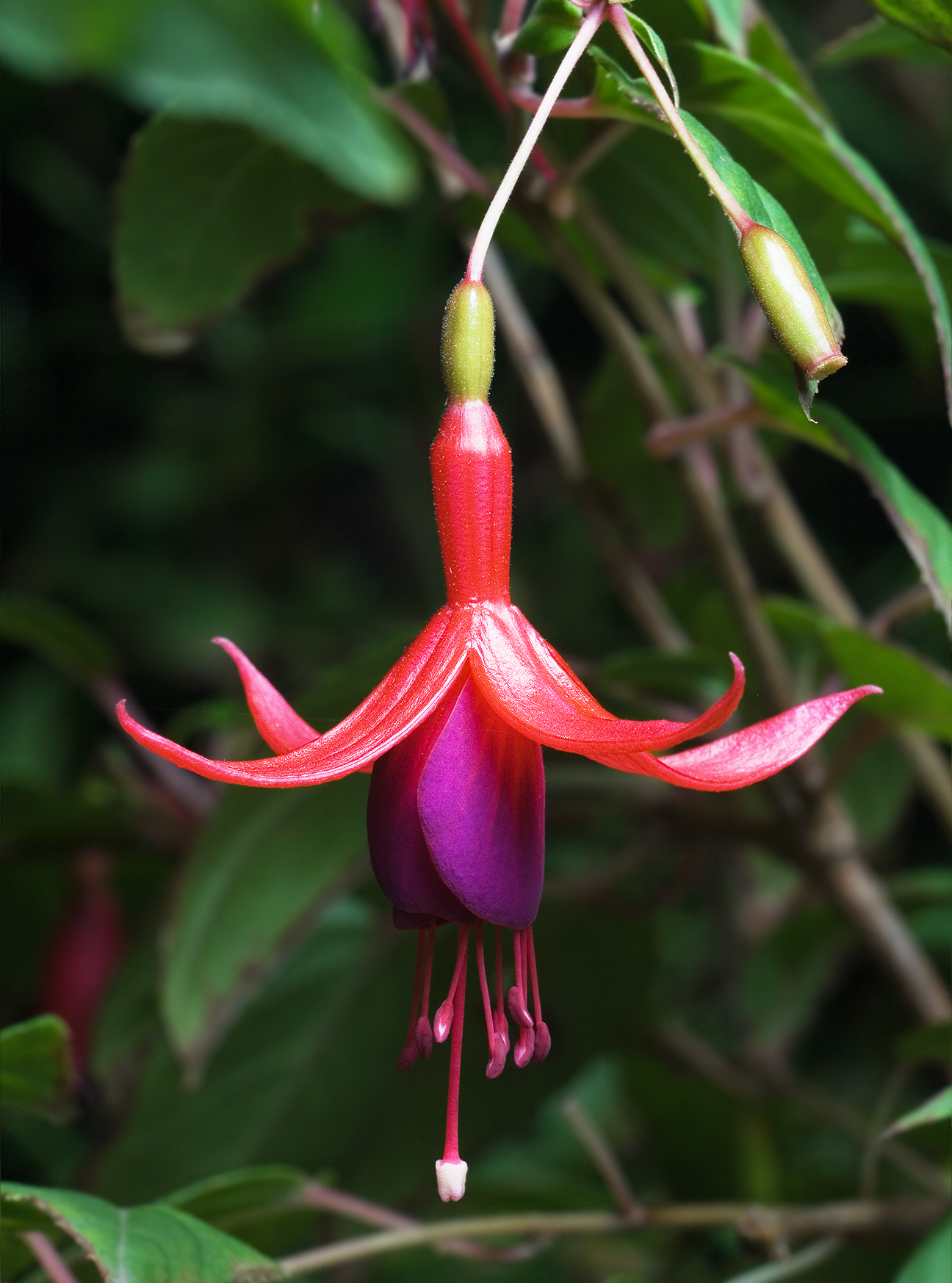
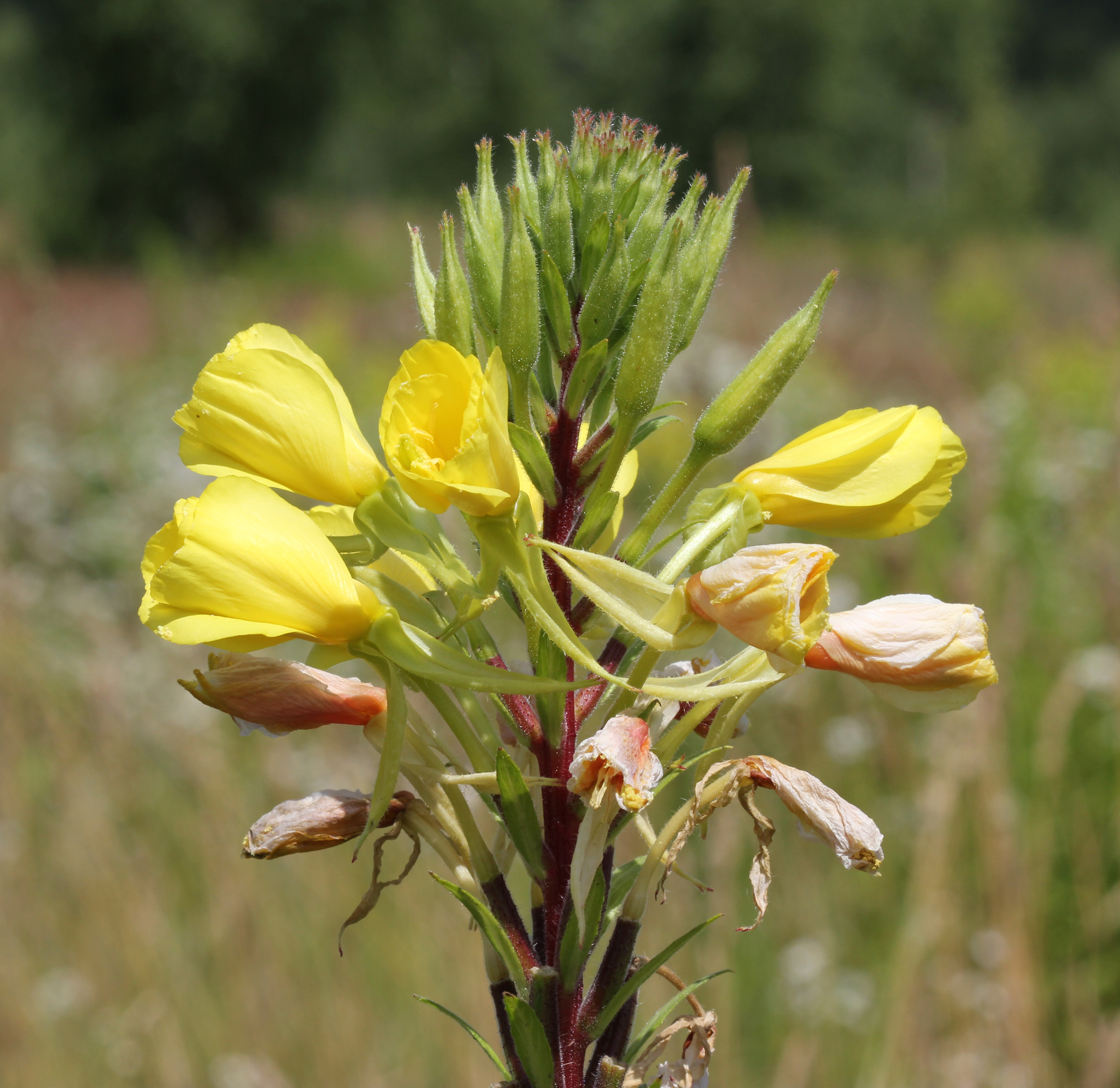
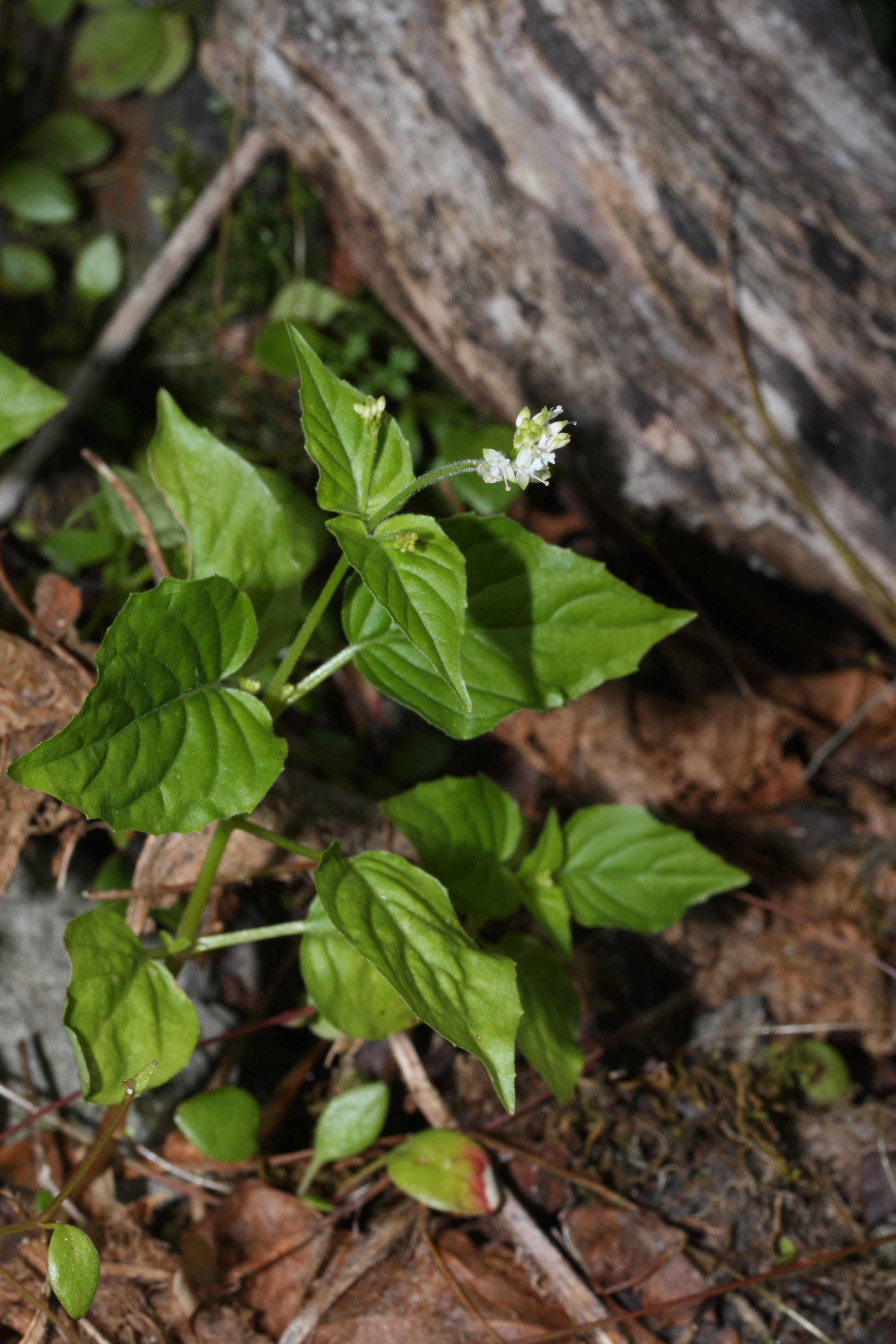
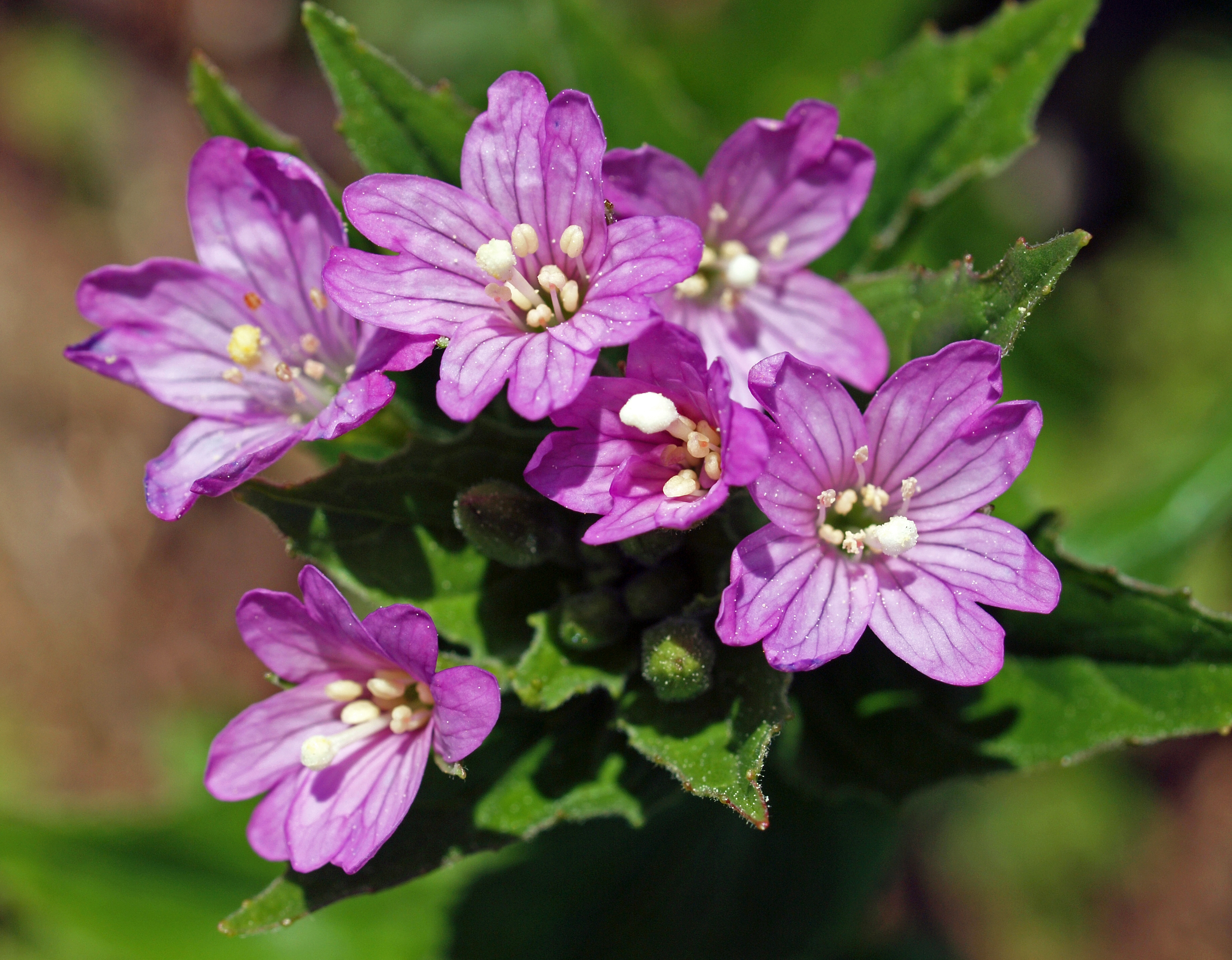
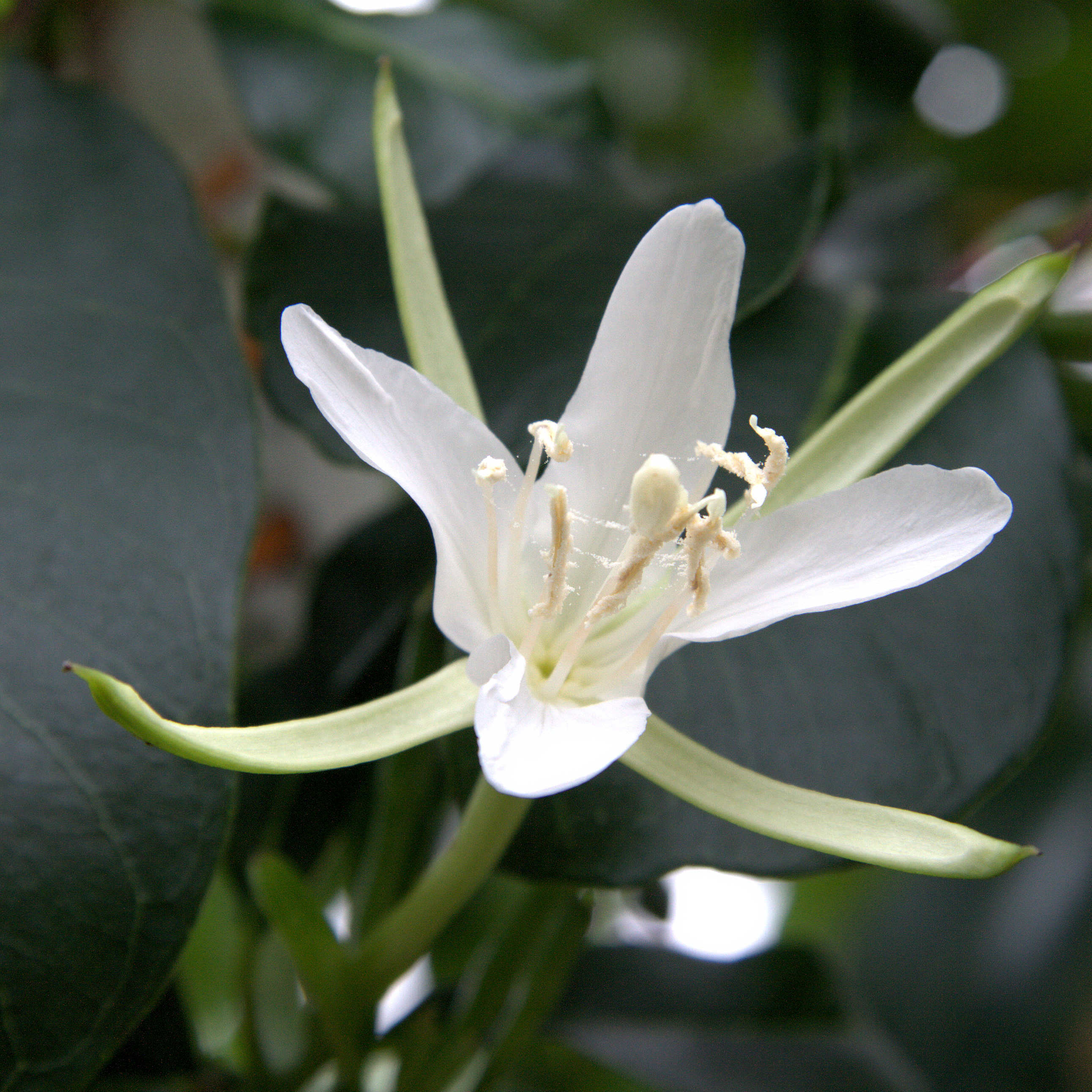

## التصنيف
- الأخدراوات
  - القبيلة الأخدراوية
    - جنس الأخدرية
    - جنس الكلاركية

  - القبيلة السنفياوية
    - جنس السنفية